# Dam tot Damloop 2002
De Dam tot Damloop 2002 werd gehouden op zondag 23 september 2002. Het was de achttiende editie van deze loop. De wedstrijd liep van Amsterdam naar Zaandam en werd gelopen met harde wind en hoosbuien.
De Keniaan Charles Kamathi won de wedstrijd voor de tweede achtereenvolgende maal bij de mannen in 45.08. Hij bleef hiermee zijn landgenoten Jackson Koech (45.58) en James Kipketer (46.35) ruim voor. De eerste zeven finishers bij de mannen waren allen Kenianen. Om het succes compleet te maken, ging bij de vrouwen hun landgenote Lornah Kiplagat met de hoogste eer strijken; zij won in 50.54 en was met deze prestatie tevens eerste in de man-vrouw wedstrijd.
Deze editie begon sponsor Nike met een 'Start to run' voor beginners.

## Statistieken
Het evenement telde 26.000 deelnemers, hetgeen een record was.
| afstand         | deelnemers |
| --------------- | ---------- |
| 10 Engelse mijl | 21.500     |
| minilopen       | 3850       |
| 4 EM / 7 km     | 800        |
| Totaal          | 26.150     |

## Uitslagen

### Mannen
| rang   | naam                 | land | tijd  |
| ------ | -------------------- | ---- | ----- |
| Goud   | Charles Kamathi      | KEN  | 45.08 |
| Zilver | Jackson Koech        | KEN  | 45.58 |
| Brons  | James Kipketer       | KEN  | 46.35 |
| 4      | Philip Singoei       | KEN  | 46.36 |
| 5      | Wilson Chelal        | KEN  | 46.40 |
| 6      | William Kiplagat     | KEN  | 47.09 |
| 7      | Sammy Kipruto        | KEN  | 47.41 |
| 8      | Gert Thys            | RSA  | 47.46 |
| 9      | Samuel Rongo         | KEN  | 47.47 |
| 10     | Jamal Baligha        | MAR  | 47.49 |
| 11     | Marco Gielen         | NED  | 47.54 |
| 12     | Aloÿs Nizigama       | BDI  | 48.00 |
| 13     | Tobias Hiskia        | NAM  | 48.09 |
| 14     | Augustus Kavutu      | KEN  | 48.11 |
| 15     | Hugo van den Broek   | NED  | 48.17 |
| 16     | Robert Cheboror      | KEN  | 48.18 |
| 17     | Jeroen van Damme     | NED  | 48.29 |
| 18     | Peter Chebet Kiprono | KEN  | 48.41 |
| 19     | Ian Syster           | RSA  | 49.01 |
| 20     | Martin Lauret        | NED  | 49.15 |

### Vrouwen
| rang   | naam               | land | tijd  |
| ------ | ------------------ | ---- | ----- |
| Goud   | Lornah Kiplagat    | KEN  | 50.54 |
| Zilver | Isabella Ochichi   | KEN  | 52.32 |
| Brons  | Edith Masai        | KEN  | 52.45 |
| 4      | Restituta Joseph   | TAN  | 52.58 |
| 5      | Caroline Kwambai   | KEN  | 53.02 |
| 6      | Jeļena Prokopčuka  | LAT  | 53.37 |
| 7      | Luminita Zaituc    | GER  | 53.40 |
| 8      | Cristina Pomacu    | ROU  | 53.53 |
| 9      | Magdalena Chemjor  | KEN  | 54.53 |
| 10     | Simona Staicu      | HUN  | 54.54 |
| 11     | Beata Rakonczai    | HUN  | 55.22 |
| 12     | Grete Koens        | NED  | 56.55 |
| 13     | Anne van Schuppen  | NED  | 56.59 |
| 14     | Vivian Ruijters    | NED  | 57.48 |
| 15     | Nadezhda Wijenberg | NED  | 57.49 |

1985 ·
1986 ·
1987 ·
1988 ·
1989 ·
1990 ·
1991 ·
1992 ·
1993 ·
1994 ·
1995 ·
1996 ·
1997 ·
1998 ·
1999 ·
2000 ·
2001 ·
2002 ·
2003 ·
2004 ·
2005 ·
2006 ·
2007 ·
2008 ·
2009 ·
2010 ·
2011 ·
2012 ·
2013 ·
2014 ·
2015 ·
2016 ·
2017 ·
2018 ·
2019